# Joachim Maier (Theologe)
Joachim Maier (* 26. Dezember 1945 in Miltenberg) ist ein deutscher katholischer Theologe. Von 1996 bis zu seiner Pensionierung 2009 war er Professor für Katholische Theologie an der Pädagogischen Hochschule Heidelberg.

## Leben
Joachim Maier studierte 1966 bis 1972 Katholische Theologie und Geschichte für das Lehramt an Gymnasien an den Universitäten Freiburg und Würzburg. Von 1978 bis 1980 wirkte er als Gymnasiallehrer am Fürstenberg-Gymnasium in Donaueschingen. 1982 promovierte er an der Universität Freiburg bei Günter Biemer mit der Dissertation Schulkampf in Baden 1933–1945. Die Reaktion der katholischen Kirche auf die nationalsozialistische Schulpolitik, dargestellt am Beispiel des Religionsunterrichts in den badischen Volksschulen zum Doktor der Theologie. Ein Jahr später erfolgte die Berufung zum Studienrat für Katholische Theologie an die Pädagogische Hochschule Heidelberg. 1993 erhielt er eine Professur für Katholische Theologie an der TU Dresden. 1996 kehrte er an die Pädagogische Hochschule Heidelberg zurück, wo er bis zu seiner Pensionierung den Lehrstuhl für Katholische Theologie und Religionspädagogik innehatte. 2019 wurde er mit dem Bundesverdienstkreuz geehrt.

## Werke (Auswahl)
- mit Herbert Gutschera und Thierfelder: Geschichte der Kirchen. Ein ökumenisches Sachbuch mit Bildern. x. Aufl., Freiburg (2003)
- mit Herbert Gutschera und Thierfelder: Kirchengeschichte - ökumenisch. 2 Bde., Mainz/Stuttgart (1995)
- mit Büttner: Maria aus Magdala - Ester - Debora. Modelle für den Religionsunterricht., Sek. 1, Stuttgart (1994)
- Schulkampf in Baden 1933-1945. Die Reaktion der katholischen Kirche auf die nationalsozialistische Schulpolitik, dargestellt am Beispiel des Religionsunterrichts in den badischen Volksschulen. Mainz 1983